# Caccobius callosifrons
Caccobius callosifrons là một loài bọ cánh cứng trong họ Bọ hung (Scarabaeidae).